# Osvald Marstrand
Osvald Julius Marstrand (født 14. juli 1812, død 5. april 1849) var en dansk søofficer, bror til Troels og Wilhelm Marstrand.
Han var søn af kommerceråd Nicolai Jacob Marstrand. 1830 blev han sekondløjtnant i flåden. Allerede som ung udmærkede han sig ved sine fortrinlige matematiske evner. Som officer slog han ind på den videnskabelige vej. Efter at have studeret to år på den militære højskole kom han 1836-37 med kommandør M.J.P. Bille til Preussen, hvor Bille var blevet navigationsdirektør. Marstrand afslog fast ansættelse der.
Efter hjemkomsten foretog han togter til Middelhavet og Vestindien og blev fra 1837 knyttet til Søkadetakademiet som lærer i navigation og matematik. 1840 udnævnes han til premierløjtnant og karakteriseret (dvs. a la suite) kaptajnløjtnant marts 1849 og blev ansat som navigationsdirektør og førstelærer ved Søkadetakademiet. Da han i 1849 ønskede at komme i aktiv tjeneste igen, blev han ansat på linjeskibet "Christian VIII", hvor han kort efter kommandoens hejsning blev tredjekommanderende. Han deltog han i Slaget i Egernførde Fjord og døde 5. april sammen med hovedparten af besætningen, da linjeskibet sprang i luften. Marstrand var begavet, sandhedskærlig, human og djærv. Han var desuden rastløs flittig og meget lovende som videnskabsmand. Hans værker om navigationen viser det. Han døde ugift.